# Хорава Давид Елгуджаєвич
Давид Хорава (нар. 29 червня 1988) — український дзюдоїст, Майстер спорту України міжнародного класу. Паралімпійський Чемпіон 2012 року.

## З життєпису
Займається у секції дзюдо Рівненського та Дніпропетровського обласних центрів «Інваспорт».
- Срібний призер чемпіонату Європи 2013 року.
- Бронзовий призер Кубку світу 2015 року.
- Бронзовий призер чемпіонату світу 2015 року.
- Срібний призер чемпіонату Європи 2015 року.
- Бронзовий призер Паралімпійських ігор 2016 року

Виборов золоту нагороду на Чемпіонаті Європи з дзюдо серед спортсменів з порушеннями зору 2019 в категорії в/к до 66 кг.

## Відзнаки та нагороди
- Орден «За заслуги» I ст. (18 вересня 2024) — За досягнення високих спортивних результатів на ХVІІ літніх Паралімпійських іграх у місті Парижі (Французька Республіка), виявлені самовідданість та волю до перемоги, утвердження міжнародного авторитету України[3]
- Орден «За заслуги» II ст. (4 жовтня 2016) — За досягнення високих спортивних результатів на XV літніх Паралімпійських іграх 2016 року в місті Ріо-де-Жанейро (Федеративна Республіка Бразилія), виявлені мужність, самовідданість та волю до перемоги, утвердження міжнародного авторитету України[4]
- Орден «За заслуги» III ст. (17 вересня 2012) — за досягнення високих спортивних результатів на XIV літніх Паралімпійських іграх у Лондоні, виявлені мужність, самовідданість та волю до перемоги, піднесення міжнародного авторитету України[5]